# Cornelis Pijnacker

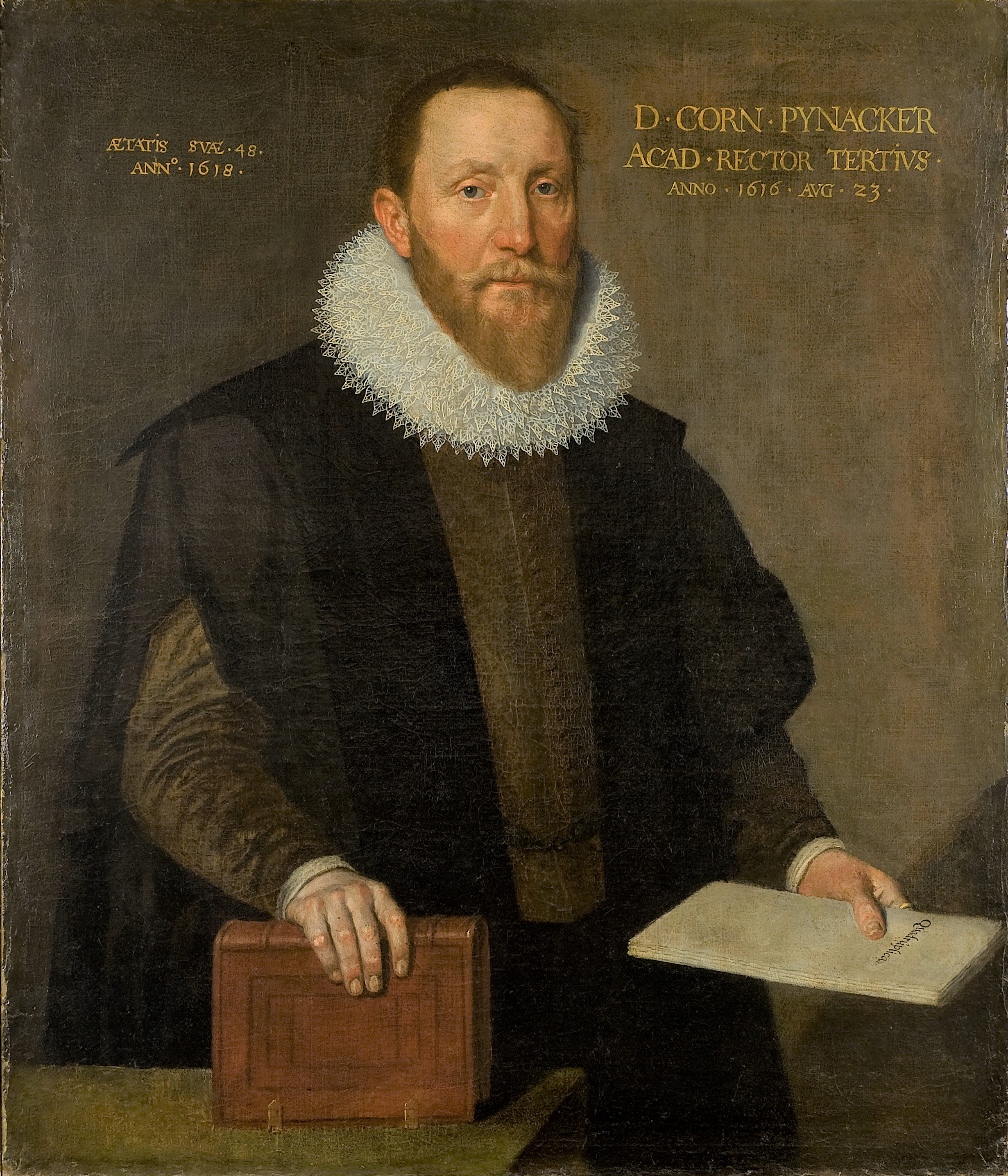
Cornelis Pijnacker (1570-1645) in 1618 collectie Universiteitsmuseum Groningen

Cornelis Pijnacker (Pijnacker, 6 juli 1570 - Franeker, 12 januari 1645) was een Nederlandse cartograaf, hoogleraar en diplomaat.
Pijnacker, zoon van Adam Dircksz.van Kerckhoven/Pijnacker en Johanna (Jannetje) Adriaensdr. van Polanen, studeerde onder meer theologie in Leiden en in Heidelberg. In 1597 promoveerde hij in de rechten aan de  Universiteit Leiden. Hij werkte enige tijd als advocaat. Op 27-jarige leeftijd werd hij hoogleraar te Leiden. Op een haar na miste hij een promotie tot rector van de universiteit van Leiden. Teleurgesteld solliciteerde hij naar een vergelijkbare positie in Groningen, wat hem in Leiden op ontslag kwam te staan. In 1614 werd hij benoemd tot hoogleraar in de rechten van de nieuwe Universiteit van Groningen. Twee jaar later werd hij rector magnificus van deze universiteit.

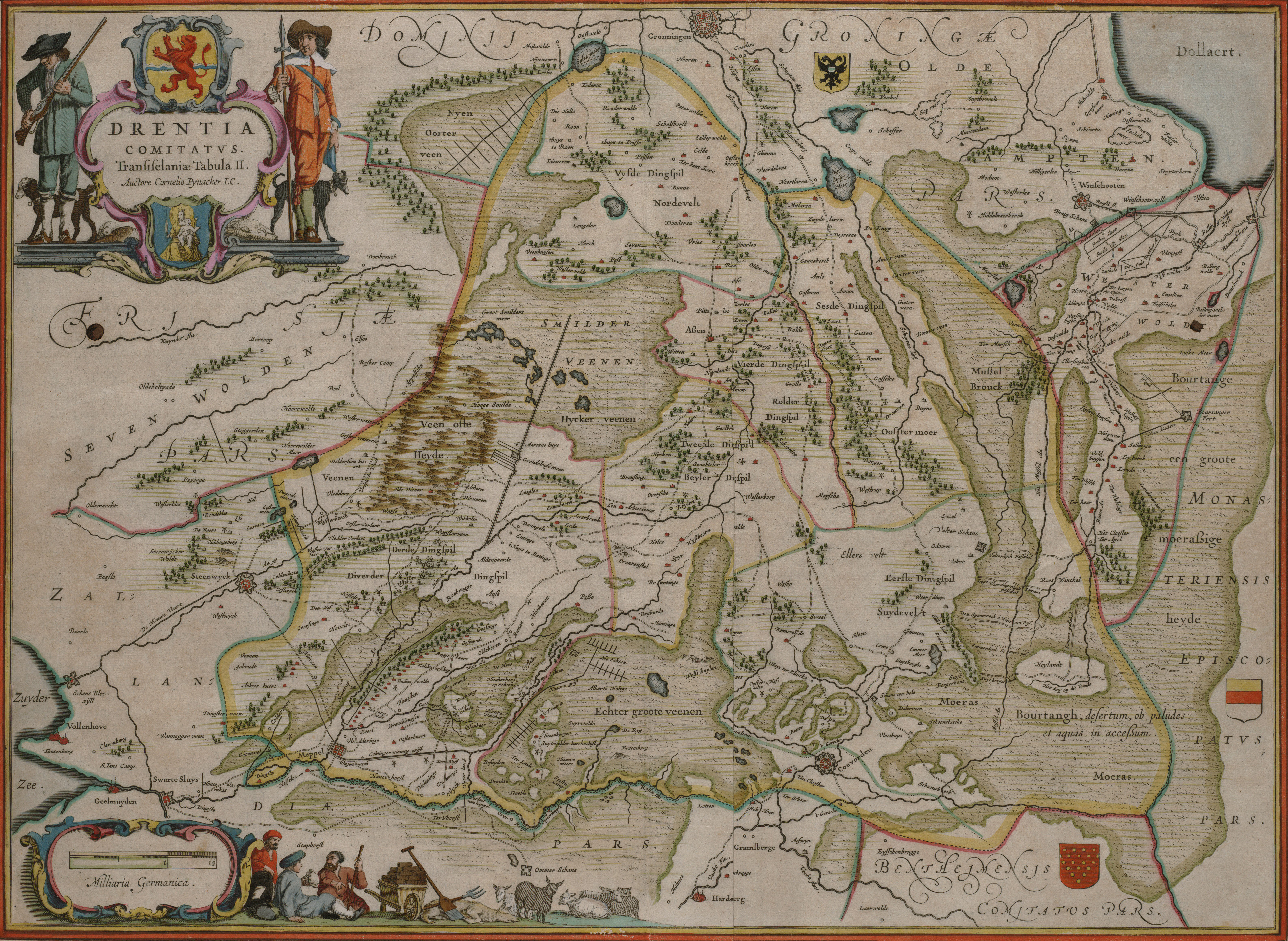
De door Cornelis Pijnacker gemaakte kaart van Drenthe en Westerwolde uit 1634 (uit: atlas Blaeu)

Pijnacker, "in de orientaelsche spraecken wel ervaren", trad tevens op als gezant van de Republiek der Zeven Verenigde Nederlanden in diverse landen in het Middellandse Zeegebied, onder meer in Algiers en in Tunis. Hij kreeg in het bijzonder de opdracht om een vredesverdrag met de Barbarijse zeerovers te sluiten, iets wat ook na een tweede uitzending niet erg lukte. Hij raakte in financiële problemen verwikkeld door de hoge kosten van het vrijkopen van slaven. Hij keerde terug naar Nederland en vestigde zich in 1627 in Drenthe, waar hij gedurende negen jaar zou blijven wonen. In die tijd bracht hij zijn zaken weer op orde. Hij was er advocaat, juridisch adviseur en cartograaf. Het was de periode waarin hij de eerste nauwkeurige landkaart van de provincie Drenthe en van Westerwolde vervaardigde. Westerwolde ontbrak op eerdere kaarten, omdat het als een zogenaamd generaliteitsland gekocht was door de stad Groningen in 1619 en daardoor geen deel uitmaakte van de provincie Groningen.
Na zijn Drentse periode werd hij op 66-jarige leeftijd benoemd tot hoogleraar aan de Universiteit van Franeker. Ook hier vervulde hij de functie van rector magnificus. Aan deze universiteit zou hij verbonden blijven tot zijn overlijden in 1645.
Pijnacker was gehuwd met Suzanna van Treslong, dochter van de geuzenaanvoerder Willem Bloys van Treslong en Cornelia van den Heuvel. Na haar overlijden hertrouwde hij met Sybilla Boterpot.
Hij is afgebeeld op het gedenkraam Deo Patriae Academiae (1914) in het het trappenhuis van het Academiegebouw in Groningen.

## Publicatie
- Historysch verhael van den steden Thunes, Algiers ende andere steden in Barbarien gelegen Dit verslag werd pas in 1975 gedrukt.[1]

- Biblioteca Nacional de España: XX1505337
- Bibliothèque nationale de France: cb15377067s (data)
- Biografisch Portaal: 32847097
- Digitale Bibliotheek voor de Nederlandse Letteren: pijn006
- Gemeinsame Normdatei: 100540481
- International Standard Name Identifier: 0000 0001 0914 5503
- Library of Congress Control Number: n91125640
- Nationale Bibliotheek van Tsjechië: mzk2009511454
- Nederlandse Thesaurus van Auteursnamen: 068185685
- RKD-Nederlands Instituut voor Kunstgeschiedenis: 363564
- LIBRIS: 253181
- Système universitaire de documentation: 158136209
- Virtual International Authority File: 71697717
- WorldCat: E39PBJqFHXgTCwyK8DtqbpRBT3